# Sigurd Rushfeldt
Sigurd Rushfeldt (* 11. prosince 1972, Vadsø, Norsko) je bývalý norský fotbalový útočník. Nastupoval i v norské fotbalové reprezentaci. Mimo Norska hrál na klubové úrovni v Anglii, Španělsku a Rakousku.

## Klubová kariéra
Na klubové úrovni hrál v Norsku v mužstvech Norild Vadsø, Tromsø IL a Rosenborg BK. S Rosenborgem získal 4 ligové tituly a jeden double. V Anglii hrál za Birmingham City FC, v Rakousku za FK Austria Wien (vyhrál zde dvakrát double v sezónách 2002/03 a 2005/06) a ve Španělsku za Racing Santander.
Celkem dvakrát se stal v dresu Rosenborgu nejlepším kanonýrem nejvyšší norské fotbalové ligy:
- v sezóně 1997 nastřílel 25 gólů (26zápasová sezóna)
- v sezóně 1998 nastřílel 27 gólů (26zápasová sezóna)

## Reprezentační kariéra
Nastupoval za norskou jedenadvacítku.
V A-týmu Norska debutoval 5. 6. 2004 v přátelském utkání v Solně proti týmu Švédska (prohra 0:2). Při své premiéře vstřelil gól. Celkem odehrál v letech 1994–2007 za norský národní tým 38 zápasů a vstřelil 7 gólů.